# Роміцин Андрій Артамонович
Роміцин Андрій Артамонович ()рос. Ромицын Андрей Артамонович — український радянський кінознавець та редактор. Кандидат мистецтвознавства (1949). Нагороджений медалями.

## Життєпис
Народ. 28 червня 1909 р. у с. Труфанівська нині Архангельської обл. в родині селянина.  Закінчив аспірантуру Державної академії мистецтвознавства у Ленінграді (1934). 
Був старшим науковим співробітником Всесоюзного державного інституту кінематографії, редактором і начальником сценарного відділу Одеської кіностудії, головним редактором Київської студії науково-популярних фільмів. 
З 1948 р. працював в Інституті мистецтвознавства, фольклору та етнографії ім. М. Т. Рильського АН України, завідував відділом кінознавства (1962—1972 рр.).
Друкувався з 1932 р. Автор книжок: «Українське радянське кіномистецтво» (К., 1958) й «Українське радянське кіномистецтво. 1941—1954» (К., 1959), статей у збірниках: «Братерство народів, братерство культур», «Кіно і сучасність», «Мистецтво екрана», «Життя та герої екрана», на сторінках всесоюзних та республіканських журналів і газет. 
Був членом Спілки кінематографістів України.
Помер 23 березня 1990 р. у Києві.
Син: Роміцин Кирило Андрійович (1941—2003) — радянський і український кінооператор.